# Cachi (departamento)
| Departamento Cachi       | Departamento Cachi                                    |
| ------------------------ | ----------------------------------------------------- |
| País:                    | Argentina                                             |
| Província:               | Salta                                                 |
| Capital:                 | Cachi                                                 |
| Superfície:              | 4.178 km²                                             |
| População:               | 7.280 (IDEC - 2001)                                   |
| Densidade:               | 1,74 hab/km²                                          |
| Localização:             | 25° S 66° 10' O                                       |
| Municípios e Comunas:    | - Cachi - Payogasta - Escalchi - San Jose de Escalchi |
| Web:                     | Oficial                                               |
| Localização na província |                                                       |
| Departamento             |                                                       |

Cachi é um departamento da província de Salta, na Argentina.